# Imperi Serbi
L'Imperi Serbi (en serbi: Srpsko Carstvo, ciríl·lic serbi: Српско Царство) va ser un efímer imperi medieval en els Balcans que va sorgir del Regne de Sèrbia. Esteve Uroš IV Dušan («el poderós») va ser coronat emperador dels serbis i els grecs el 16 d'abril de 1346, un títol que significava una successió a l'Imperi Romà d'Orient. Esteban Uroš IV Dušan va expandir significativament l'estat, estenent-lo sobre la meitat de la península dels Balcans, i va promoure l'església a un patriarcat. L'imperi es va esfondrar durant el mandat d'Esteve Uroš V («el feble»). L'Imperi Serbi va existir entre 1346-1371, encara que nominalment fins al 1402.

## Història

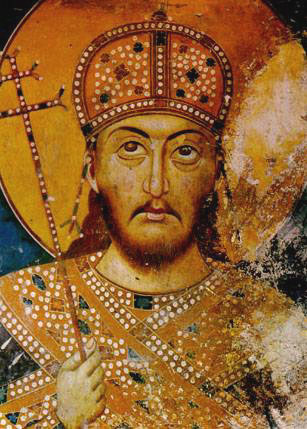
Stefan Uroš IV Dušan, primer emperador de Sèrbia.

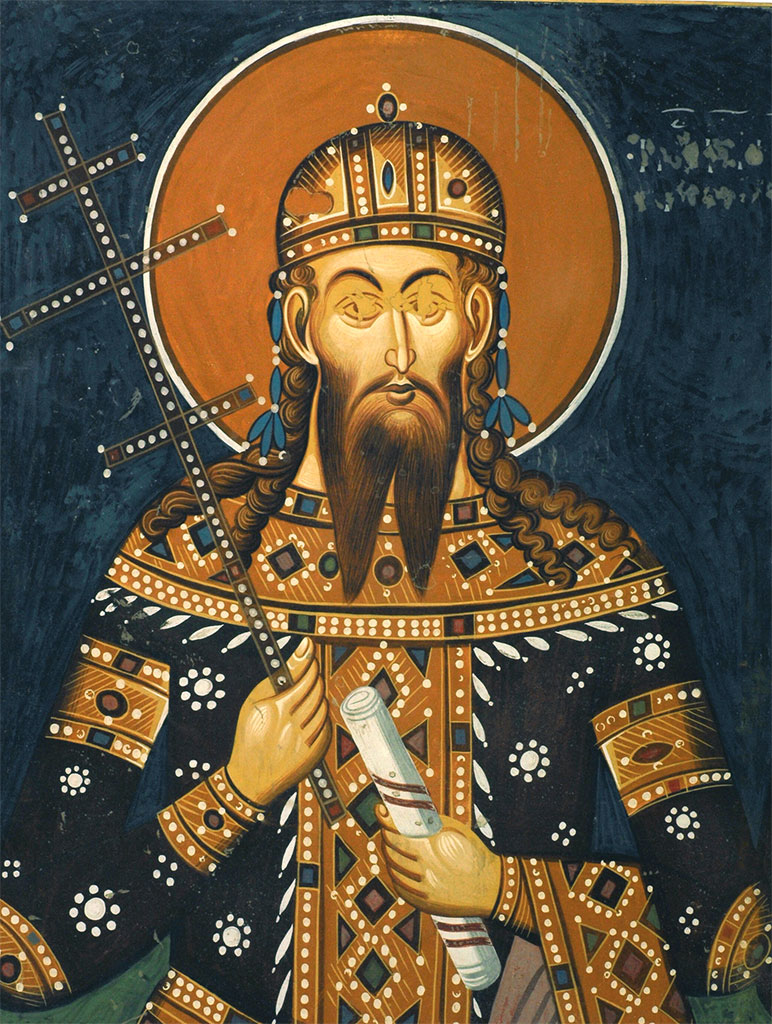
Stefan Uroš V de Sèrbia, successor d'Uroš IV Dušan.

### Stefan Uroš IV Dušan
Abans d'arribar al tron com a Tsar de Sèrbia, Esteve Dušan s'havia mostrat com un gran líder amb molt talent en el camp de batalla, com va demostrar en la guerra contra Bulgària, on Sèrbia va aconseguir una gran victòria sobre l'Imperi Búlgar. Com el seu pare, legítim candidat al tron, no tenia grans desitjos de poder, Dušan, amb l'ajuda de la noblesa sèrbia, el va desposseir del tron, per convertir-se en el primer tsar-emperador de Sèrbia. Aquest Estat medieval serbi va aconseguir el seu apogeu a mitjan segle xiv, durant el seu govern, que es va proclamar el 1345 a Serres, i va ser solemnement coronat a Skopje el 16 d'abril de 1346 com a "tsar dels serbis i els grecs" pel recentment creat Patriarca serbi Joanikie II, amb l'ajuda del Patriarca búlgar Simeó i l'arquebisbe d'Ohrid, Nicolau.
Esteve Dušan també va introduir el Codi Dušanov Zakonik (Dusan, 1349), un èxit jurídic únic entre els estats europeus de l'època. L'emperador Dušan va obrir noves rutes comercials i va enfortir l'economia de l'estat. L'Imperi Serbi va florir com un dels països més evolucionats d'Europa culturalment. Algunes de les obres d'art més importants de la Sèrbia medieval es van crear durant aquest període, com el "Nomocanon" de Sant Sava.
L'emperador Esteve Dušan va duplicar la mida del seu antic regne, annexionant territoris del sud, sud-est i est, a costa de l'Imperi Romà d'Orient. A més de provocar grans batalles, Dušan va ampliar l'estat mitjançant la conquesta de ciutats.

### Stefan Uroš V
Dušan va ser succeït pel seu fill Stefan Uroš V, anomenat el feble, un terme que podria també aplicar-se a la situació de l'imperi, ja que a poc a poc va caure en l'anarquia feudal. La combinació de la conquestes sobtades, el caos de l'administració, i la manca de consolidació va portar a la fragmentació de l'imperi. Va ser un període marcat per la pujada d'una nova amenaça: el Sultanat otomà a poc a poc es va anar estenent des d'Àsia a Europa, amb la conquesta de l'Imperi Romà d'Orient primer, i després els altres estats dels Balcans. Massa incompetent per sostenir el gran imperi creat pel seu pare, Uroš no va saber repel·lir els atacs d'enemics estrangers, ni combatre la independència de la seva noblesa. L'imperi serbi de Stefan Uroš es va fragmentar en un conglomerat de principats, alguns dels quals ni tan sols va reconèixer nominalment el seu govern. Stefan Uroš V va morir sense fills, el desembre de 1371, després que gran part de la noblesa sèrbia fos destruïda pels turcs a la batalla de Maritza a principis d'any.

### Caiguda de l'Imperi
El període posterior a la mort d'Uroš i Vukašin va estar marcat amb l'ascens i la caiguda del príncep Lazar, i la lluita pel poder de les províncies menors. Lazar va governar el principat serbi més poderós, la Sèrbia de Moràvia. El govern de Lazar va acabar amb la seva mort a la batalla de Kosovo Polje l'any 1389, quan Sèrbia es va oposar a la invasió otomana. El 1395, la majoria de les províncies del sud havien estat conquerides i annexionades pels otomans, i les províncies de la Sèrbia Central moderna havien acceptat el domini otomà nominal. Lazar va ser succeït pel seu fill, Stefan Lazarević, que va governar el Despotat de Sèrbia, que finalment va caure en mans dels otomans el 1459, marcant així el final de l'estat serbi medieval.